# De Cock en het duel in de nacht
De Cock en het duel in de nacht is het achtendertigste deel van de De Cock-serie.

## Verhaal
Terwijl de rechercheurs De Cock en Dick Vledder in een vakinhoudelijk gesprek zijn gewikkeld over moord en motieven, komt adjudant Joop Kamphuis met de post langs. Hij heeft voor De Cock het overlijdensbericht van Frederik Johannes van Fluijtenberg, alias Frederik Fluweel. Hij is vooral bekend gebleven om een bankroof in de stad  Luxemburg van 5,5 miljoen dollar. Enige tijd later meldde hij zich bij de Utrechtse politie en incasseerde daarna stoïcijns zeven jaar gevangenisstraf. Binnen twee jaar ontvluchtte hij de Bijlmerbajes en sindsdien siert zijn naam het opsporingsregister. Rechercheur De Cock kent hem nog persoonlijk uit hun jonge jaren, toen Frederik de rechercheur in een slim oplichtingszaakje steeds een stap voor bleef. De Cock wil zijn begrafenis om elf uur die ochtend op Sint Barbara bijwonen. Op de begraafplaats treffen ze Richard en zijn zus, de aan een rolstoel gekluisterde Patricia Roosendaal. Oom Frederik was de oudste broer van hun moeder, die zelf al vroeg aan  MS is overleden. Ondanks de aankondiging blijft die dag de begrafenis achterwege. Er wordt zelfs die dag in het geheel niet begraven. De twee rechercheurs en de twee nabestaanden verwerken het bericht op hun eigen wijze. Rechercheur De Cock treft wandelend op de begraafplaats een bestaand graf aan van Frederik Fluweel. Het grafschrift stelt dat hij drie jaar tevoren al ter aarde is besteld. Dick Vledder staat er met open mond naar te kijken, temeer daar hij net via de mobilofoon heeft vernomen dat Frederik van Fluijtenberg nog steeds in het opsporingsregister staat.
Terugrijdend van de begraafplaats hebben een opgewonden Dick Vledder en een nagenietende De Cock genoeg stof tot overleg. Dick Vledder gelooft nu niet meer in een grap met een overlijdenscirculaire. Hij ziet slechts diepe ellende voor hen beiden. Terug in de Warmoesstraat zit notaris Mr. M.G. van den Hoeve op De Cock te wachten. Want hij heeft ook het valse begrafenisbericht ontvangen. Bovendien staat zijn naam op de circulaire, maar hij weet zeker dat drie jaar eerder op 11 november Frederik al was overleden. Hij geeft desgevraagd toe zijn laatste wil te hebben uitgevoerd. De enige erfgenamen waren de neven Wouter en Walter, zoons van zijn broer Johannes. Na zijn vertrek heeft De Cock twee opdrachten voor Vledder. Bij het bevolkingsregister nagaan of het overlijden destijds is bijgeschreven en waarom dan vervolgens het opsporingsregister niet is geschoond en vervolgens de drukker van de rouwcirculaire achterhalen. Samen bezoeken ze Smalle Lowietje om bij te praten. Zijn neef Henkie, de zoon van zijn zus Kee, stond vanmorgen bij de rechtbank en Lowie schaamt zich diep. De oude garde was trots op een inbraak zonder geweld, maar de moderne jeugd geeft via hun advocaat de samenleving de schuld. Het gesprek gaat zo probleemloos over op Frederik Fluweel. Lowie noemt hem een kanjer van de oude stempel, die helaas drie jaar geleden is overleden. Hij runde een transportbedrijf Snel&Soepel, dat zijn handlangers een vast maandsalaris gaf. De buit hield Frederik onder zich en hij was zo verzekerd van loyaliteit. Totdat twee medewerkers zelf eens aan het cijferen sloegen en dat gaf wrevel. Het waren “Double U&Double U’’, de twee neven W van Frederik Fluweel.
De volgende ochtend heeft Dick Vledder boven tafel gehaald dat Wouter&Walter inmiddels in het Belgische Brasschaat wonen in hun eigen kapitale villa’s. Frederik is inderdaad een natuurlijke dood gestorven volgens het bevolkingsregister. De verklaring is afgegeven door arts J.H. Achterbosch, die ook op de valse rouwcirculaire stond vermeld. Er werd geen mutatie gezet in het opsporingsregister en dat geeft De Cock te denken. Ze besluiten de arts op zijn woon&praktijkadres de Saxen Weimarlaan op te zoeken. De dokter zegt zich weinig meer te herinneren van iemand die nooit patiënt bij hem was. De overlijdensverklaring van een hartstilstand zal desalniettemin best kloppen. Terug op het politiebureau wordt De Cock bij zijn chef Buitendam ontboden. Juist als die hem namens de officier van justitie verbiedt om zich met dit zinloos onderzoek bezig te houden, komt Vledder binnenstormen. Notaris Van den Hoeve is zojuist met drie kogels neergeschoten. De Cock heeft als boodschap voor de officier van justitie dat de grap nu echt is begonnen en dat rechercheur De Cock zijn zinloos onderzoek voortzet.
Op de plaats delict verklaart lijkschouwer dokter Den Koninghe dat het slachtoffer pas een uur dood is. Klerk Hendrik de Vries had geld van de notaris gekregen om in de stad te gaan lunchen, want de neven Walter en Wouter kwamen weer eens langs. Dick Vledder heeft de drukker van de rouwcirculaire achterhaald. Het eenmansbedrijfje in de Planciusstraat had er 25 gedrukt en ze werden door een jochie van een jaar of tien afgehaald. Op het politiebureau meldt zich Charles van Ulvenhout, die juist die middag een afspraak met de notaris zou hebben. Zijn zus Liesbeth had tot haar dood een relatie met Frederik van Fluijtenberg. Samen hadden ze een zoon, de nu 23-jarige Frederik Johannes van Ulvenhout. Charles had willen weten waarom aan laatstgenoemde niets was nagelaten. Ook hij heeft de valse rouwcirculaire ontvangen, echter een dag later dan de rechercheur. Tot vandaag verkeerde hij in de waan dat Frederik zich ergens schuilhield. Als hij vertrokken is reageert De Cock op Dick Vledder zijn woede af. Charles heeft gelogen, want hoe kon hij al weten dat zijn 23-jarige neef geen erfenis kreeg als hij pas heden de valse rouwcirculaire ontving?
Nadat Dick Vledder is vertrokken naar de sectie komen de twee neven Wouter en Walter Fluijtenberg informeren bij rechercheur De Cock inzake de moord op hun notaris aan de Keizersgracht. Ze zeggen drie jaar geleden een glimmend rode granieten grafsteen op het graf van hun oom Frederik Fluweel te hebben geplaatst. Maar Wouter is behoorlijk boos over de valse rouwcirculaire, die ook hij heeft ontvangen en de opdrachtgever kan op zijn warme belangstelling rekenen. Dick Vledder meldt de drie 9mm-revolverkogels, die dokter Rusteloos uit het lijk heeft gepeuterd, reeds te hebben afgegeven bij de wapendeskundige van het politiekorps, Harold Buis. Als de twee rechercheurs vlak voor middernacht op het punt staan naar huis te gaan, komt er telefoon van de assistente Maria Poelstra van dokter Achterbosch. Hij ligt dood in zijn praktijk met drie kogels in het hoofd. Politiefotograaf Bram van Wielingen ziet meteen de overeenkomst met de liquidatie die middag van de notaris. Maria komt nog met een briefje aandraven dat onder de telefoon lag. Richard Roosendaal staat erop vermeld.
De Cock richt zich nu op de derde naam op de rouwcirculaire, Peter van Oosterwijker. Dat moet dan de man zijn die bij het bevolkingsregister werkte en vergat de naam van Fluwelen Frederik uit het opsporingsregister te halen. Die theorie blijkt te kloppen maar Peter blijkt 3 weken geleden met zijn auto tegen een boom te zijn gereden. Zijn weduwe die naast hem in de auto zat bevestigt deze dood na een hartstilstand. Ze woont in de oude villa van haar broer Frederik Fluweel aan de Prinses Marielaan te Baarn. Na zijn overlijden hadden de neven Wouter&Walter het pand voor een zacht prijsje aan haar man overgedaan. Ze beschuldigt desgevraagd Richard Roosendaal van de valse rouwcirculaire. Terug aan de Warmoesstraat moppert wachtcommandant Jan Kusters over een louche figuur met een smal smoeltje, dat alleen De Cock wenst te spreken. Vledder en De Cock slenteren daarom maar naar het etablissement van Smalle Lowietje om bij te praten. Die meent vernomen te hebben dat het duo W&W op één dag twee mensen heeft geliquideerd. Er wordt nu gefluisterd volgens Lowie dat er omgekeerd 25000 gulden op hun beider hoofd is gezet. Op het politiebureau beschuldigt Richard Roosendaal desgevraagd Freddy van Ulvenhout van de huurmoord. De Cock besluit morgen per trein naar zijn woonplaats Antwerpen te gaan en ook aan Brasschaat een bezoekje te brengen.
Ook Freddy blijkt in een rolstoel gekluisterd vanwege MS. Hij biecht op dat de Luxemburgse bankoverval bedoeld was om hem en zijn eveneens invalide nicht Patricia genoeg geld te verschaffen om ongestoord oud te worden. Maar het duo W&W ging er met de erfenis vandoor. De Cock en Vledder worden bij de villa van Walter opgewacht door een mooie jonge vrouw Yolanda van Ulvenhout. Zij is de vriendin van Walter, dochter van Charles van Ulvenhout en daardoor ook een neef van Freddy van Ulvenhout. Ze vertelt de rechercheurs dat Wouter zijn broer zwaargewond op de oprijlaan van de villa heeft gevonden na een moordaanslag enkele uren geleden. Niet veel later belt Wouter op dat Walter aan zijn verwondingen is overleden. Wouter is nu op weg naar Amsterdam om daar iets te regelen. De Cock overziet nu de hele situatie. Hij draagt Yolanda op om haar vader te bevelen zich voor zijn eigen veiligheid aan de Warmoesstraat te melden, want Wouter is naar hem onderweg. Yolanda rijdt haar rode Mitsubishi Colt met grote snelheid naar het noorden. Terug op het politiebureau blijkt dat er daar zich geen Charles van Ulvenhout heeft gemeld. De Cock beveelt Yolanda naar het woonhuis van haar vader te rijden aan de Rooseveltlaan. Op de deur van het woonhuis is met 2 punaises een briefje geprikt. “Je kunt mij vinden op Sint Barbara”. Op de begraafplaats vinden ze een doodgeschoten Wouter. Yolanda gaat vervolgens gillend op zoek naar haar vader.
Thuis legt De Cock het gebeuren uit aan de rechercheurs Appie Keizer en Fred Prins, die assistentie gaven op de begraafplaats. Ook Dick Vledder is benieuwd hoe de vork precies in de steel zat. Lowietje had cognac Napoleon gebracht, omdat de penoze blij is van de broers Wouter en Walter verlost te zijn. Fred Prins vraagt rechtstreeks naar het waarom van het duel in de nacht. De Cock probeert ergens te beginnen. Frederik Fluweel was een slimme misdadiger die privé werd geconfronteerd met drie gevallen van MS. Daarom maakte hij in Luxemburg zijn laatste grote klapper. Hij zocht daarna bescherming binnen de gevangenismuren. Maar zijn twee neven bevrijden hem en eisten hun deel van de Luxemburgse buit. Toen Frederik niets los liet stierf hij aan een overdosis waarheidsserum, scopolamine. Walter en Wouter besloten daarop zich de erfenis toe te eigenen. Arts, notaris en Peter van Oosterwijker op het bevolkingsregister deden mee. Charles van Ulvenhout kreeg er lucht van via de nieuwe liefde van zijn dochter en zette met een valse rouwcirculaire het spel op de wagen, mede door ook rechercheur De Cock in te seinen. Hoewel hij geld had geboden voor het overlijden, schoot Charles zelf op Walter en later Wouter in een rechtstreeks duel. Charles is na een uitgebreid verhoor door De Cock, aan zijn verwondingen overleden. Iedereen wil nog meer weten van het verdwenen geld, maar De Cock kan daar geen helderheid in verschaffen. Zelfs de Luxemburgse bank had van begin af aan afgezien van een claim op het vermogen van Frederik Fluweel.